# Hội đồng Dân ủy Liên Xô 1931–1935
Hội đồng Dân ủy Liên xô 1931-1935 hay còn được gọi Hội đồng Dân ủy Đại hội Đại hội Xô Viết Liên Xô khóa VI. Hội đồng Dân ủy Liên Xô được Ủy ban Chấp hành Trung ương Đại hội Đại hội Xô Viết Liên Xô phê chuẩn ngày 18/3/1931.
Hội đồng Dân ủy Liên Xô khóa VI kết thúc nhiệm kỳ 2/8/1935 khi Ủy ban Chấp hành Trung ương Đại hội Đại hội Xô Viết Liên Xô phê chuẩn Hội đồng Dân ủy khóa mới.

## Thành viên
| Chức vụ               | Trực thuộc                                             | Tên                            | Nhiệm kỳ       | Ghi chú khác                                                                                     |
| --------------------- | ------------------------------------------------------ | ------------------------------ | -------------- | ------------------------------------------------------------------------------------------------ |
| Chủ tịch              | Hội đồng Dân ủy                                        | Vyacheslav Molotov (1890-1986) | 3/1931-2/1935  |                                                                                                  |
| Phó Chủ tịch thứ nhất | Hội đồng Dân ủy                                        | Valerian Kuybyshev (1888-1935) | 5/1934-2/1935  | Chức vụ thành lập                                                                                |
| Phó Chủ tịch          | Hội đồng Dân ủy                                        | Jānis Rudzutaks (1887-1938)    | 3/1931-2/1935  |                                                                                                  |
| Phó Chủ tịch          | Hội đồng Dân ủy                                        | Valerian Kuybyshev (1888-1935) | 3/1931-5/1934  |                                                                                                  |
| Phó Chủ tịch          | Hội đồng Dân ủy                                        | Valery Mezhlauk (1893–1938)    | 4/1934-2/1935  |                                                                                                  |
| Phó Chủ tịch          | Hội đồng Dân ủy                                        | Vlas Chubar (1891-1939)        | 4/1934-2/1935  |                                                                                                  |
| Phó Chủ tịch          | Hội đồng Dân ủy                                        | Andrey Andreyev (1895-1971)    | 3/1931-10/1931 |                                                                                                  |
| Quản lý Nội vụ        | Hội đồng Dân ủy                                        | Platon Kerzhentsev (1881-1940) | 3/1931-3/1933  |                                                                                                  |
| Quản lý Nội vụ        | Hội đồng Dân ủy                                        | Ivan Miroshnikov (1894-1938)   | 3/1933-2/1935  |                                                                                                  |
| Ủy viên Nhân dân      | Bộ Dân ủy Ngoại giao                                   | Maxim Litvinov (1876-1951)     | 3/1931-2/1935  |                                                                                                  |
| Ủy viên Nhân dân      | Bộ Dân ủy Quân sự và Hải quân                          | Kliment Voroshilov (1881-1969) | 3/1931-6/1934  | Thay thế bằng Bộ Dân ủy Quốc phòng                                                               |
| Ủy viên Nhân dân      | Bộ Dân ủy Quốc phòng                                   | Kliment Voroshilov (1881-1969) | 6/1934-2/1935  | Bộ Dân ủy thành lập                                                                              |
| Ủy viên Nhân dân      | Bộ Dân ủy Ngoại thương                                 | Arkady Rosengolts (1889–1938)  | 3/1931-2/1935  |                                                                                                  |
| Ủy viên Nhân dân      | Bộ Dân ủy Cung ứng                                     | Anastas Mikoyan (1895-1978)    | 3/1931-7/1934  | Bộ Dân ủy chia thành Bộ Dân ủy Nội thương và Bộ Dân ủy Công nghiệp thực phẩm                     |
| Ủy viên Nhân dân      | Bộ Dân ủy Công nghiệp thực phẩm                        | Anastas Mikoyan (1895-1978)    | 7/1934-2/1935  | Bộ Dân ủy thành lập                                                                              |
| Ủy viên Nhân dân      | Bộ Dân ủy Nội thương                                   | Israel Veytser (1889–1938)     | 7/1934-2/1935  | Bộ Dân ủy tái lập                                                                                |
| Ủy viên Nhân dân      | Bộ Dân ủy Giao thông vận tải                           | Moisei Rukhimovich (1889-1938) | 3/1931-10/1931 |                                                                                                  |
| Ủy viên Nhân dân      | Bộ Dân ủy Giao thông vận tải                           | Andrey Andreyev (1895-1971)    | 10/1931-2/1935 |                                                                                                  |
| Ủy viên Nhân dân      | Bộ Dân ủy Bưu chính và điện tín                        | Alexei Rykov (1881-1938)       | 3/1931-1/1932  | Bộ Dân ủy đổi thành Bộ Dân ủy Thông tin                                                          |
| Ủy viên Nhân dân      | Bộ Dân ủy Thông tin                                    | Alexei Rykov (1881-1938)       | 1/1932-2/1935  | Bộ Dân ủy thành lập                                                                              |
| Ủy viên Nhân dân      | Hội đồng Kinh tế tối cao                               | Grigol Orjonikidze (1886-1937) | 2/1931-1/1932  | Bộ Dân ủy tách làm Bộ Dân ủy Công nghiệp nặng, Bộ Dân ủy Lâm nghiệp và Bộ Dân ủy Cộng nghiệp nhẹ |
| Ủy viên Nhân dân      | Bộ Dân ủy Công nghiệp nặng                             | Grigol Orjonikidze (1886-1937) | 1/1932-2/1935  | Bộ Dân ủy thành lập                                                                              |
| Ủy viên Nhân dân      | Bộ Dân ủy Lâm nghiệp                                   | Semen Lobov (1888-1937)        | 1/1932-2/1935  | Bộ Dân ủy thành lập                                                                              |
| Ủy viên Nhân dân      | Bộ Dân ủy Công nghiệp nhẹ                              | Isidore Lyubimov (1882-1937)   | 1/1932-2/1935  | Bộ Dân ủy thành lập                                                                              |
| Ủy viên Nhân dân      | Bộ Dân ủy Lao động                                     | Anton Tsikhon (1887–1939)      | 3/1931-9/1933  | Bộ Dân ủy bị bãi bỏ, sáp nhập vào Công đoàn Liên Xô                                              |
| Ủy viên Nhân dân      | Bộ Dân ủy Thanh tra Công nông                          | Andrey Andreyev (1895-1971)    | 3/1931-10/1931 |                                                                                                  |
| Ủy viên Nhân dân      | Bộ Dân ủy Thanh tra Công nông                          | Jānis Rudzutaks (1887-1938)    | 10/1931-2/1934 | Bộ Dân ủy bị bãi bỏ, sáp nhập vào Ủy ban Kiểm tra Trung ương Đảng Liên Xô                        |
| Ủy viên Nhân dân      | Bộ Dân ủy Tài chính                                    | Hryhoriy Hrynko (1890-1938)    | 3/1931-2/1935  |                                                                                                  |
| Ủy viên Nhân dân      | Bộ Dân ủy Nông nghiệp                                  | Yakov Yakovlev (1896-1938)     | 3/1931-4/1934  |                                                                                                  |
| Ủy viên Nhân dân      | Bộ Dân ủy Nông nghiệp                                  | Mikhail Chernov (1891-1938)    | 4/1934-2/1935  |                                                                                                  |
| Ủy viên Nhân dân      | Bộ Dân ủy Giao thông đường thủy                        | Nikolai Janson (1882-1938)     | 3/1931-3/1934  |                                                                                                  |
| Ủy viên Nhân dân      | Bộ Dân ủy Giao thông đường thủy                        | Nikolay Pakhomov (1890-1938)   | 3/1934-2/1935  |                                                                                                  |
| Ủy viên Nhân dân      | Bộ Dân ủy Ngũ cốc, chăn nuôi và nông trường quốc doanh | Tikhon Yurkin (1898-1986)      | 10/1932-4/1934 | Bộ Dân ủy thành lập                                                                              |
| Ủy viên Nhân dân      | Bộ Dân ủy Ngũ cốc, chăn nuôi và nông trường quốc doanh | Moses Kalmanovich (1888-1937)  | 4/1934-2/1935  |                                                                                                  |
| Ủy viên Nhân dân      | Bộ Dân ủy Nội vụ                                       | Genrikh Yagoda (1891-1938)     | 7/1934-2/1935  | Bộ Dân ủy thành lập                                                                              |